# ابن تيمية (الجد)
عبد السلام بن عبد الله بن الخضر بن محمد بن تيمية الحراني، أبو البركات مجد الدين'، فقيه حنبلي محدث ومفسر، ولد بحران سنة (590هـ) وتوفي  (652هـ). حدث بالشام والحجاز والعراق، وإضافة إلى بلده حران في الشام، كان فرد زمانه في معرفة المذهب الحنبلي. من كتبه «المنتقى في أحاديث الأحكام»، شرحه الشوكاني بكتابه المشهور «نيل الأوطار»، ومن كتبه أيضًا «المحرر في الفقه»، وهو في الفقه الحنبلي (شرحه ابن عبد الحق)، ولحفيده ابن تيمية تعليقات جليلة عليه لم تصلنا، ووصل بعضها عن طريق حاشية ابن مفلح على المحرر المسمات بـ«النكت».
ابنه هو شهاب الدين أبي المحاسن عبد الحليم والد شيخ الإسلام تقي الدين ابن تيمية. توفي سنة 652هـ